# Alice Frick
Alice Frick (* 4. März 1895 in Berlin; † 12. Mai 1971 in Salzgitter) war eine deutsche Politikerin (DP, CDU).
Ursprünglich gehörte Frick der Deutschen Partei an, für die sie bei der Bundestagswahl 1957 erfolglos auf der niedersächsischen Landesliste kandidierte. Am 27. November 1962 rückte sie auf dem DP-Wahlvorschlag für den verstorbenen Abgeordneten Karl-Heinrich Heise in den Niedersächsischen Landtag nach, dem sie bis zum Ende der Wahlperiode 1963 angehörte. Da sie zum Zeitpunkt ihres Nachrückens bereits zur CDU übergetreten war, wurde sie Mitglied der CDU-Fraktion.